# Мереть 2-я
Мереть 2-я — река в России, протекает по территории Ленинск-Кузнецкого района Кемеровской области. Устье реки находится в 26 км от устья Мерети по левому берегу. Длина реки составляет 12 км.

## Данные водного реестра
По данным государственного водного реестра России относится к Верхнеобскому бассейновому округу, водохозяйственный участок реки — Иня, речной подбассейн реки — бассейны притоков (Верхней) Оби до впадения Томи. Речной бассейн реки — (Верхняя) Обь до впадения Иртыша.